# Parc Nacional d'Ichkeul
El Parc Nacional d'Ichkeul o Parc Nacional de l'Ichkeul es troba en la governació de Bizerta, a Tunísia, a uns 25 km al sud-oest de Bizerta. Està classificat com a reserva de la biosfera i patrimoni de la humanitat per la UNESCO des del 1977 i 1980, respectivament. Com a parc nacional, fou creat per decret del 18 de desembre del 1980. Està protegit també per la convenció de Barcelona. La superfície és de 12.600 hectàrees. Està format per tres zones:
- El llac d'Ichkeul, de 90 km²
- Els aiguamolls d'Ichkeul, de 30 km²
- I el Djebel Ichkeul, de 155 metres

## El llac
El llac s'alimenta amb aigua dolça dels oueds (rierols) de la regió; però a l'estiu, quan el nivell baixa, es reomple amb aigua salada del llac de Bizerta a través del canal de Tinja, que n'augmenta fortament la salinitat; aquesta diferència entre aigua dolça a l'hivern i salada a l'estiu és la que marca la vegetació aquàtica i la vida animal del llac que s'alimenta amb aquestes plantes i que tenen a la zona un dels principals llocs d'hivernada.
Els embassaments construïts a la zona de Joumine-Ghezala (al sud) i Sedjenane (a l'oest) van reduir l'aportació d'aigües dolces i la reducció dràstica de la vegetació del llac amb la consegüent manca de fonts alimentàries per als ocells migratoris.

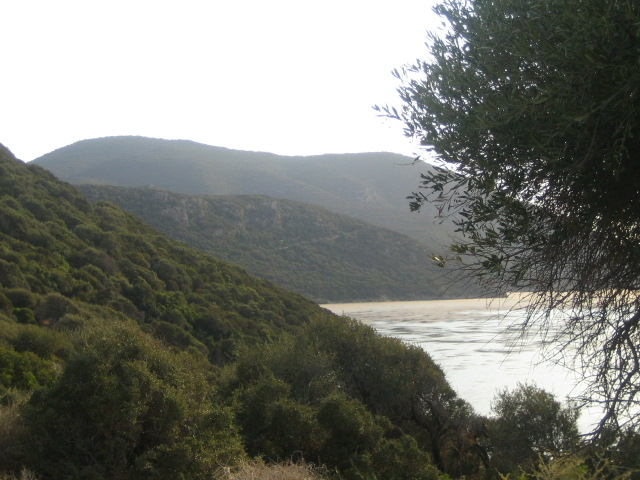
Parc Ichkeul.

El 1989, es va construir una resclosa a la boca del canal Tinja, per controlar les aportacions d'aigua dolça i salada. El 1994, el llac va arribar al seu màxim de salinitat (més de 70 g/l) però la situació es va redreçar mercès a les pluges abundants dels anys 1996 a 1999, i va baixar a 15 g/l (l'òptim és per sota de 10 g/l).

## Flora i fauna
El nombre d'ocells ha tingut tendència a disminuir, però molt lleugerament. La pesca s'ha reequilibrat els darrers anys a favor de la pesca amb xarxa en lloc de la pesca a les encanyissades, probablement lligat al fet que alguns estius es va tancar el canal de Tinja. La pesca d'anguiles hi ha baixat.
La resclosa de Sidi El Barrak, sobretot, ha començar a regular el nivell d'aigua dolça independent de la pluges anuals, assegurant el mínim d'aigua dolça necessari.
La flora abunda en oliveres salvatges, restes de les que existien al nord de Tunísia ja fa tres mil anys. La principal atenció es dedica a la flora aquàtica, la més important el Potamogèton pectinatus, i després la Scirpus maritimus. Hi ha 600 espècies vegetals, més 221 d'aquàtiques.
L'atractiu principal de la fauna són els búfals. L'avifauna està formada per 225 espècies l'observació de les quals es divideix en dos períodes, del 15 de març al 15 de setembre amb la reproducció, i la resta del temps, que és el període de migracions.
Com tots els parcs a Tunísia, el parc d'Ichkeul disposa d'un ecomuseu inaugurat el 1989 i algunes àrees de pícnic.

## Restes arqueològiques
El parc té restes de presència romana i probablement anterior; a la vora del llac, hi va haver instal·lacions portuàries i pedreres a la muntanya d'Ichkeul (Djebel Ichkeul). A la zona del Tinja,, s'han descobert restes d'activitat pesquera de fa dos mil anys i les tècniques actuals encara són derivació de les de llavors. Els romans ja utilitzaven algunes de les fonts calentes de la zona.